# Parascaris
 Parascaris  ist eine Gattung der Spulwürmer (Ascaridida) mit zwei Arten (Parascaris equorum und Parascaris univalens), die im Dünndarm von Pferden parasitieren.

## Merkmale
Es handelt sich um bis zu 50 cm lange Rundwürmer. Das Vorderende trägt deutlich abgesetzte, mit Zahnleisten besetzte Lippen. Zwischen ihnen liegen drei kleine Zwischenlippen. Das hintere Ende der Männchen ist leicht abgebogen und trägt schmale Kaudalflügel. Das Körperende der Weibchen ist abgerundet und trägt einen kegelförmigen Fortsatz. Die Vulva liegt etwas hinter der Körpermitte. Die bräunlichen Eier haben eine dicke Schale mit rauer Oberfläche. Im Endwirt schlüpfen aus den Eiern im Dünndarm die Larven. Sie vollziehen zunächst eine Körperwanderung über Blut, Leber, Herz und Lunge, werden dann hochgehustet und wieder abgeschluckt.